# Günter Güttler
Günter Güttler (* 31. Mai 1961 in Erlangen) ist ein deutscher Fußballtrainer und ehemaliger Fußballspieler.

## Karriere

### Spieler
Güttler begann beim SC Herzogenaurach Nord mit dem Fußballspielen und war anschließend gemeinsam mit Lothar Matthäus bis zur C-Jugend beim 1. FC Herzogenaurach aktiv, bevor er zum Lokalrivalen ASV Herzogenaurach wechselte. Mit der A-Jugend-Mannschaft stieg er 1978 in die Bayernliga auf, in der der gelernte Industriekaufmann in zwei Spielzeiten 40 Ligaspiele bestritt und 17 Tore erzielte.
1980 erhielt Güttler einen Lizenzspielervertrag beim FC Bayern München für die Bundesliga-Saison 1980/81, nachdem dieser auf Güttler aufmerksam geworden war. Am 31. Oktober 1980 (12. Spieltag) gab er sein Bundesligadebüt, als er beim 4:2-Sieg im Heimspiel gegen den 1. FC Nürnberg in der 73. Minute für Paul Breitner eingewechselt wurde; es blieb sein einziges Spiel in seiner ersten Profi-Saison. In der Folgesaison kam er achtmal zum Einsatz und erzielte zwei Tore; beide am 30. März 1982 (26. Spieltag) beim 3:0-Sieg im Auswärtsspiel gegen den 1. FC Nürnberg. Im Europapokal der Landesmeister spielte er viermal; zweimal gegen Östers IF, einmal gegen den FC Universitatea Craiova und im Finale gegen Aston Villa. Im dritten Spieljahr bestritt er nur noch zwei Bundesligaspiele; sein letztes am 4. Juni 1983 (34. Spieltag) beim 3:2-Sieg im Auswärtsspiel gegen den 1. FC Nürnberg.
In der Saison 1983/84 spielte er in Belgien für den Erstligisten KV Mechelen und kehrte nach nur einer Saison zurück nach Deutschland zum 1. FC Nürnberg, für den er 1984/85 zunächst in der 2. Bundesliga spielte. Nach dem Aufstieg spielte er von 1985 bis 1987 in der Bundesliga und wechselte zum Ligakonkurrenten SV Waldhof Mannheim, für den er ebenfalls drei Spielzeiten absolvierte.
Von 1990 bis 1994 – auch hier im ersten Jahr zunächst in der 2. Bundesliga – spielte er nun als Abwehrspieler für den FC Schalke 04, für den er auch beim 3:1-Sieg am 19. August 1992 im Auswärtsspiel gegen den 1. SC Göttingen 05 ein Spiel im DFB-Pokal-Wettbewerb bestritt.
Von 1994 bis 1996 spielte er für die in die Regionalliga (als dritthöchste Spielklasse) aufgestiegene SpVgg Fürth, die sich am 1. Juli 1996 den Namen SpVgg Greuther Fürth gab.

### Trainer
Nach Beendigung seiner aktiven Laufbahn erwarb Güttler die Trainerlizenz und erhielt 1996 als Trainerassistent beim 1. FC Köln seine erste Anstellung. Von 1998 bis 2001 betreute er – nun alleinverantwortlich – den ASV Neumarkt. Als sein Jugendfreund Lothar Matthäus 2001 Rapid Wien als Trainer übernahm, wurde Güttler sein Assistent.
Güttler betreute ab 9. April 2006 den Regionalligisten SSV Jahn Regensburg, der zu diesem Zeitpunkt auf Tabellenplatz 15 der Regionalliga Süd stand, konnte den Abstieg aber nicht abwenden. In der Saison 2006/2007 gelang es ihm allerdings, den SSV Jahn Regensburg wieder auf Erfolgskurs zu bringen. Mit dem 4:0-Sieg gegen den 1. FC Nürnberg II konnte er am 12. Mai 2007 die vorzeitige Bayernliga-Meisterschaft feiern, die den direkten Wiederaufstieg bedeutete. Im darauffolgenden Jahr wurde trotz einer schlechten Rückrunde die Qualifikation (mit Platz 9) für die neugeschaffene 3. Liga erreicht.
Güttler wurde am 20. Juni 2008 in Burghausen als neuer Trainer vorgestellt. Aufgrund der sportlichen Talfahrt trennte sich der Wacker Burghausen am 15. April 2009 von ihm.
Ab der Saison 2010/2011 betreut Güttler den Süd-Regionalligisten SpVgg Weiden. Dort unterzeichnete er einen ab dem 1. Juli 2010 gültigen und bis zum 30. Juni 2012 befristeten Arbeitsvertrag, der eine Option auf Verlängerung im Falle des Aufstiegs in die 3. Liga beinhaltete. Allerdings war das Engagement in Weiden nur von kurzer Dauer, denn bereits im Dezember 2010 musste der Verein wegen Insolvenz vom Spielbetrieb abgemeldet werden. Im Juni 2013 übernahm er das Traineramt beim Bayernligisten SB DJK Rosenheim, wo er bis November 2014 tätig war. Von Januar 2015 bis 2016 war er beim TSV Ampfing als Coach aktiv.

## Erfolge

### Spieler
- Deutscher Meister 1981
- DFB-Pokal-Sieger 1982
- Finalist im Europapokal der Landesmeister 1982

### Trainer
- Bayernliga-Meister 2007
- Qualifikation für die eingleisige Dritte Liga 2008

## Sonstiges
Gemeinsam mit Lothar Matthäus wirkte er 2005 als dessen Co-Trainer in der RTL II Doku-Soap Borussia Banana – Helden im Strafraum mit.